# NGC 4194
NGC 4194，或稱為美杜莎星系併吞者（Medusa merger），是在天球上位於大熊座的一對交互作用星系。

## 概要
NGC 4194的中央有一個直徑約500 ly（150 pc）的富含氣體的極高速恆星形成區域，被稱為美杜莎之眼（Eye of Medusa）。

## 圖集

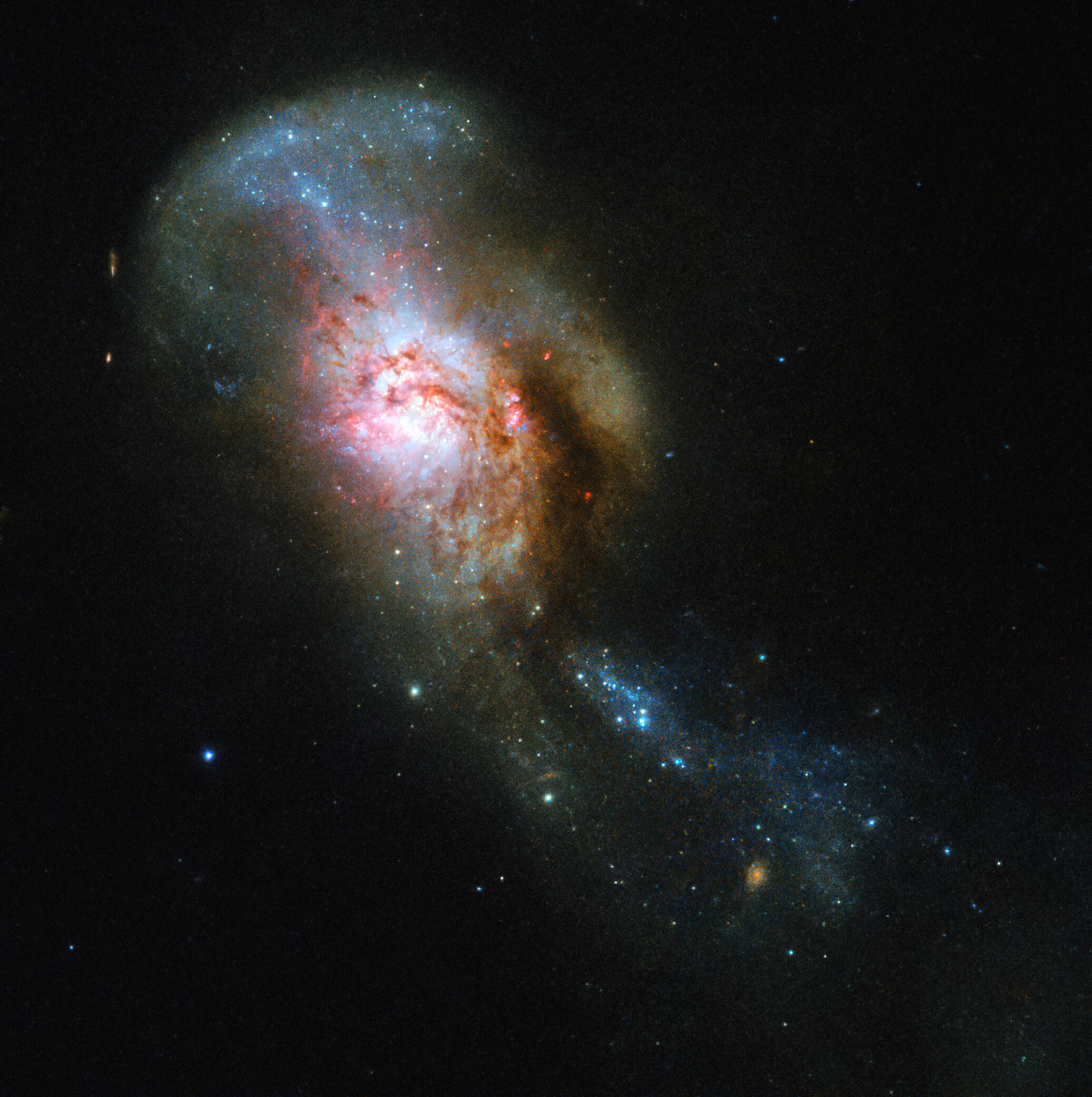
哈伯太空望遠鏡拍攝NGC 4194[3]。

## 外部連結
- WikiSky上关于NGC 4194的内容：DSS2, SDSS, GALEX, IRAS, 氢α, X射线, 天文照片, 天图, 文章和图片